# Krk (maso)

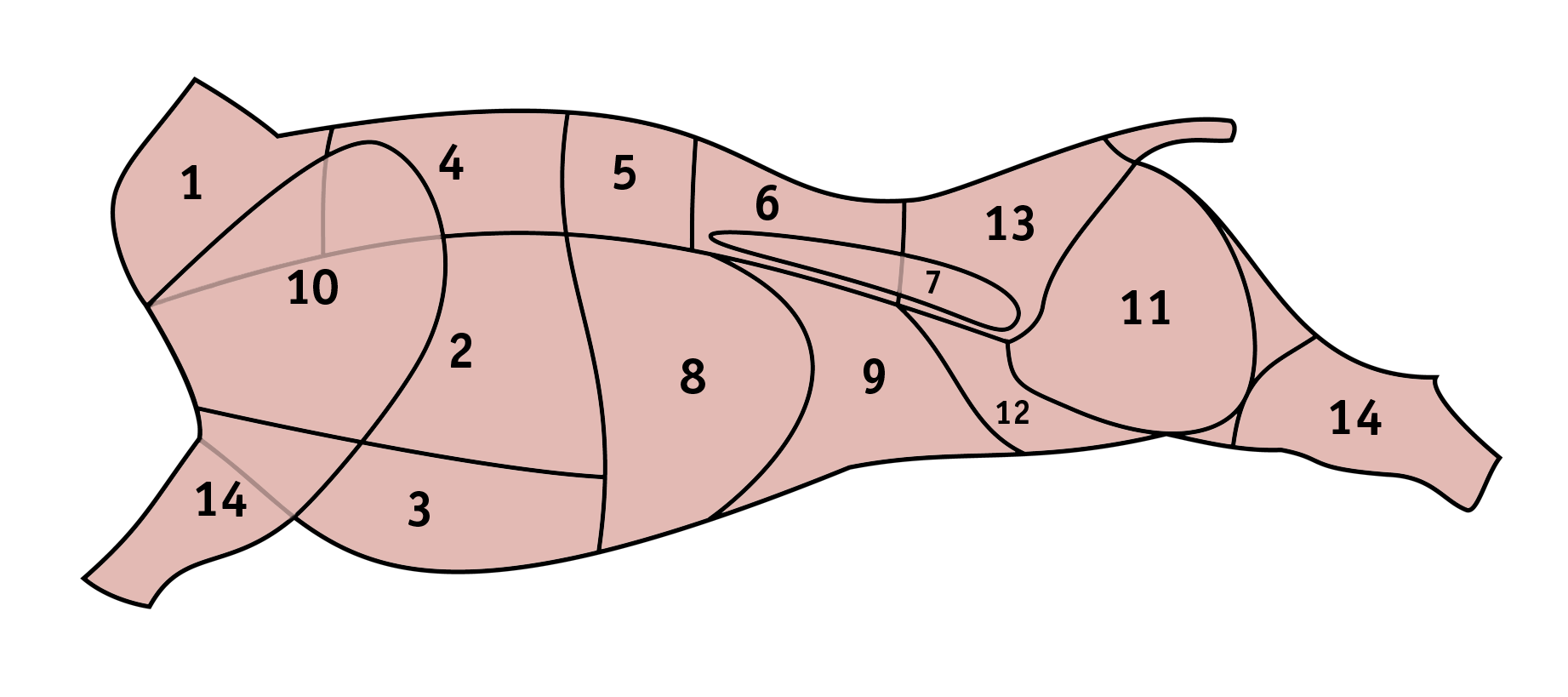
Schematické znázornění dílů hovězího masa – krk je pod číslem 1

Krk je na přední část jatečně opracovaného trupu. U skotu je ohraničený polovinou 3. a 5. krčního obratle, u ovcí zahrnuje 1. až 5. obratel.
Jedná se o méně kvalitní, prorostlou svalovinu se silnějšími svalovými vlákny, je vhodná k dušení nebo vaření.
Maso krku tvoří především m. semispinalis capitis, nejdelší krční sval m. longissimus cervicis, pilovitý sval  m.serratus ventralis cervicis a dlouhý krční sval m. longus colli. U skotu o živé hmotnosti 500 kg činí hmotnost krku v jatečné půlce průměrně 7,8 kg.
U jatečných prasat se srovnatelná krajina těla nazývá krkovice.